# カソン
カソン （Casson）は、フランス、ペイ・ド・ラ・ロワール地域圏、ロワール＝アトランティック県のコミューン。

## 地理

カソンの位置

ナントの北22km、アンスニの西36kmの距離にある。境界を接するコミューンは、ノール＝シュル＝エルドル、シュセ・シュル・エルドル、エリック、グランシャン＝デ＝フォンテーヌである。
1999年にINSEEがまとめた順位表によれば、カソンは都市圏に含まれる農村型コミューンである。ナント都市圏の一部である。
県の西部全体と同様に、カソンの地形の高低差はわずかで、町の標高は11mである。最も標高が高いのは、シャトー・デュ・プレシの公園で、標高46mである。標高が最も低いのはエルドル河岸で、3mしかない。
コミューンの地下地盤は主に花崗岩でできた山塊である。

## 由来
カソンの名はオークを意味するChêneからきている。この地名は時間をかけて進化したが、常に自分のルーツを維持している。990年にCacionus、1075年のCassun、1123年のCassona、1278年のCassonium、1287年以降はCassonとなっている。
ガロ語ではCaczon、ブルトン語ではKazonである。

## 人口統計
| 1962年 | 1968年 | 1975年 | 1982年 | 1990年 | 1999年 | 2006年 | 2012年 |
| ------ | ------ | ------ | ------ | ------ | ------ | ------ | ------ |
| 690    | 647    | 608    | 974    | 1202   | 1319   | 2012   | 2101   |

source=1999年までLdh/EHESS/Cassini、2004年以降INSEE